# Nadjim Ouali
Nadjim Ouali (in arabo نجم وعلي‎?; Béjaïa, 28 febbraio 1971) è un ex cestista algerino.

## Carriera
Con l'Algeria ha disputato i Campionati mondiali del 2002 e cinque edizioni dei Campionati africani (1993, 1995, 1999, 2001, 2003).